# Micrapion biimpressum
Micrapion biimpressum är en stekelart som beskrevs av Boucek 1974. Micrapion biimpressum ingår i släktet Micrapion och familjen Leucospidae.
Artens utbredningsområde är:
- Kamerun.
- Liberia.
- Nigeria.

Inga underarter finns listade i Catalogue of Life.